# Даровское городское поселение
Даровское городское поселение — муниципальное образование в составе Даровского района Кировской области России.
Центр — посёлок Даровской.

## История
Даровское городское поселение образовано 1 января 2006 года согласно Закону Кировской области от 07.12.2004 № 284-ЗО.

## Население
| 2009  | 2010  | 2011  | 2012  | 2013  | 2014  | 2015  |
| ----- | ----- | ----- | ----- | ----- | ----- | ----- |
| 7149  | ↗8063 | ↘7101 | ↗7875 | ↘7732 | ↘7570 | ↘7547 |
| 2016  | 2017  | 2018  | 2019  | 2020  | 2021  |       |
| ↘7502 | ↘7388 | ↘7299 | ↘7146 | ↘6983 | ↘6718 |       |

## Состав
В состав поселения входят 33 населённых пункта (население, 2010):
| - посёлок Даровской — 7125 чел.; - деревня Белеенки — 35 чел.; - деревня Блохичи — 9 чел.; - деревня Бобровы — 221 чел.; - деревня Большие Семейкины — 0 чел.; - деревня Бызиха — 0 чел.; - деревня Вавиловы — 3 чел.; - деревня Варзичи — 0 чел.; - деревня Верхняя Бобровщина — 0 чел.; | - деревня Верхопруды — 0 чел.; - деревня Гребенята — 0 чел.; - деревня Громазы — 8 чел.; - деревня Кокоровщина — 7 чел.; - деревня Коноплевщина — 0 чел.; - деревня Куимовщина — 0 чел.; - деревня Кулак — 78 чел.; - деревня Малиновка — 0 чел.; | - деревня Мареницы — 4 чел.; - деревня Недозориха — 1 чел.; - деревня Никуличи — 0 чел.; - деревня Первые Бобровы — 258 чел.; - деревня Подоханы — 12 чел.; - деревня Поцелуевщина — 0 чел.; - деревня Рыковы — 0 чел.; - деревня Суеваловы — 2 чел.; | - деревня Татарщина — 58 чел.; - село Торопово — 23 чел.; - деревня Фигуренки — 0 чел.; - деревня Филиха — 1 чел.; - деревня Хохловщина — 195 чел.; - деревня Чикулаи — 10 чел.; - деревня Шапково — 8 чел.; - деревня Ширкуны — 5 чел. |